# John Simm

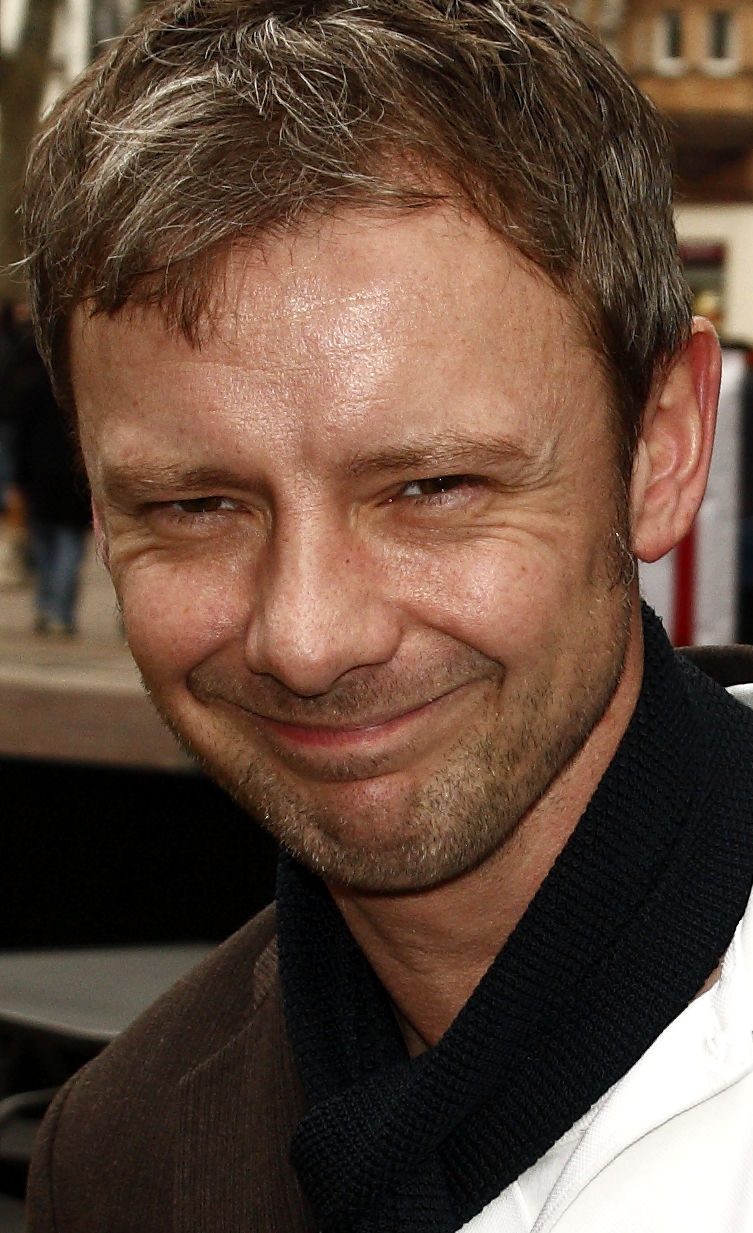
John Simm (2010)

John Ronald Simm (* 10. Juli 1970 in Leeds, West Yorkshire) ist ein britischer Schauspieler und Musiker.

## Biografie
Simm wurde 1970 als Sohn von Brenda und Ronald Simm in Leeds geboren. Er verbrachte seine Kindheit in Nelson, Lancashire, wohin seine Familie zog, als er fünf Jahre alt war. Sein Vater – ein Musiker – begeisterte ihn schon früh für die Musik und erteilte ihm Gitarrenunterricht. Gemeinsam traten sie später als Us2 auf, wo Simm als Sänger und Gitarrist den Elvis-Presley-Song Wooden Heart sang, der zugleich auch seine Debütsingle war.

### Schauspielerische Karriere
Während seiner Schulzeit an der Edge End School in Nelson entdeckte Simm seine Leidenschaft für das Schauspiel, als er an diversen Schulaufführungen teilnahm. 1986 besuchte er zunächst für drei Jahre das Drama College in Blackpool und später für weitere drei Jahre das Drama Centre London, wo er nach Konstantin Stanislawskis Method Acting die Schauspielerei erlernte. 1992 absolvierte er die Schauspielschule und debütierte noch im gleichen Jahr in kleineren Rollen in diversen Fernsehserien und -filmen. 1995 konnte er seine erste Hauptrolle in einem Film – dem Drama Boston Kickout – verbuchen, die ihm eine Auszeichnung beim Filmfestival in Valencia in der Kategorie Bester Schauspieler einbrachte.
Es folgten weitere Rollenangebote, wie die Rolle des Danny Kavanagh in Jimmy McGoverns BBC-Drama The Lakes, oder den Kinofilmen Wonderland und Human Traffic (beide 1999). Seitdem gilt er als ein gefragter Darsteller für vorwiegend nationale Film- und Fernsehproduktionen.
In 24 Hour Party People spielte er 2002 Bernard Sumner, den Gitarristen von Joy Division und charismatischen Frontman von New Order.
Am bekanntesten ist Simm für seine Darstellung des Polizeiinspektors Sam Tyler in der Serie Life on Mars – Gefangen in den 70ern. Kurz darauf übernahm er in der britischen Science-Fiction Kultserie Doctor Who die Rolle des Erzbösewichtes The Master für fünf Folgen, welche er 2017 noch einmal aufnahm, um ein Zusammentreffen mit Michelle Gomez als die nächste Inkarnation des Masters (Missy) in den letzten beiden Episoden der zehnten Staffel und somit ein großes Finale zu ermöglichen.
2007 kehrte Simm zum Theater zurück als der Titelcharakter in der Bühnenversion von Elling, einer Komödie über zwei Männer, die gerade aus einer psychiatrischen Klinik entlassen wurden und sich ans normale Leben gewöhnen. Nach positiven Presseberichten und ausverkauften Vorstellungen wurde er in der Rolle für einen Laurence Olivier Award nominiert.
Außerdem war Simm in der Serie Mad Dogs 2011 ein weiteres Mal neben Life on Mars-Co-Star Philip Glenister zu sehen. In Exile (2011) – einer dreiteiligen BBC-Miniserie – spielte er einen erfolglosen Journalisten und den Sohn von Jim Broadbents Charakter, einem Journalisten mit Alzheimer. In der Miniserie Prey – Die Beute von 2014 spielte er den Police Detective Marcus Farrow, der unter Mordverdacht gerät.

### Persönliches
Simm ist mit seiner Schauspielkollegin Kate Magowan verheiratet, die mit ihm gemeinsam in 24 Hour Party People vor der Kamera stand. Das Paar hat zwei Kinder.

## Filmografie (Auswahl)
- 1992: Rumpole of the Bailey (Fernsehserie, Episode 7x04)
- 1993: Oasias (Fernsehserie, 7 Episoden)
- 1993: Heartbeat (Fernsehserie, Episode 9x95)
- 1994: A Pinch of Snuff (Fernseh-Miniserie, 3 Episoden)
- 1994–1995: Men of the World (Fernsehserie, 12 Episoden)
- 1995: Boston Kickout
- 1995: Für alle Fälle Fitz (Cracker, Fernsehserie, 2 Episoden)
- 1997: Diana & ich (Diana & Me)
- 1997–1999: The Lakes (Fernsehserie, 14 Episoden)
- 1999: Wonderland
- 1999: Human Traffic
- 2000: Forgive and Forget (Fernsehfilm)
- 2000: Never Never (Fernsehfilm)
- 2001: Understanding Jane
- 2002: Magic Hour (Fernsehfilm)
- 2002: Miranda
- 2002: Crime and Punishment (Fernsehfilm)
- 2002: 24 Hour Party People
- 2002: White Teeth (Fernseh-Miniserie, eine Episode)
- 2003: Mord auf Seite eins (State of Play, Fernsehserie, 6 Episoden)
- 2004: The All Star Comedy Show (Fernsehfilm)
- 2004: Nero – Die dunkle Seite der Macht (Imperium: Nerone, Fernsehfilm)
- 2004: Ten Minute Movie (Kurzfilm)
- 2004: Sex Traffic (Fernseh-Miniserie, 2 Episoden)
- 2005: Blue/Orange (Fernsehfilm)
- 2005: Brothers of the Head
- 2006: Devilwood (Kurzfilm)
- 2006–2007: Life on Mars – Gefangen in den 70ern (Life on Mars, Fernsehserie, 16 Episoden)
- 2007–2010, 2017: Doctor Who (Fernsehserie, 7 Episoden)
- 2008: The Devil’s Whore (Fernseh-Miniserie, 4 Episoden)
- 2011: Exile (Miniserie, 3 Episoden)
- 2011–2013: Mad Dogs (Fernseh-Miniserie, 14 Episoden)
- 2013–2014: The Village (Fernsehserie, 12 Episoden)
- 2014: Prey – Die Beute (Fernseh-Miniserie, 3 Episoden)
- 2014: Intruders – Die Eindringlinge (Intruders, Fernsehserie, 8 Episoden)
- 2015: Code of a Killer (Fernseh-Miniserie, 2 Episoden)
- 2016–2017: The Catch (Fernsehserie, 15 Episoden)
- 2018: Trauma (Fernseh-Miniserie, 3 Episoden)
- 2018: Collateral (Fernsehserie, 4 Episoden)
- 2018: Strangers (Fernsehserie, 8 Episoden)
- 2020: Cold Courage (Fernsehserie, 8 Episoden)
- seit 2021: Detective Grace (Fernsehserie, 12 Episoden)

## Theaterstücke (Auswahl)
| Jahr | Titel                     | Rolle   | Theater                                             | Regie          | Anmerkungen                                                                |
| ---- | ------------------------- | ------- | --------------------------------------------------- | -------------- | -------------------------------------------------------------------------- |
| 1996 | Goldhawk Road             | Colin   | Bush Theatre                                        | Paul Miller    |                                                                            |
| 2007 | Elling                    | Elling  | Bush Theatre Trafalgar Studios 1                    | Paul Miller    | Adaption des gleichnamigen Films; Oliviernominierung – Bester Schauspieler |
| 2009 | Speaking in Tongues       | Leon    | Duke of York’s Theatre                              |                |                                                                            |
| 2010 | Hamlet                    | Hamlet  | Crucible Theatre                                    | Paul Miller    |                                                                            |
| 2012 | Betrayal                  | Jerry   | Crucible Theatre                                    |                |                                                                            |
| 2013 | The Hothouse              | Gibbs   | Trafalgar Studios                                   |                |                                                                            |
| 2015 | Three Days in the Country | Rakitin | National Theatre, London (Lyttelton-Auditorium)     | Patrick Marber |                                                                            |
| 2015 | The Homecoming            | Lenny   | Trafalgar Studios                                   |                |                                                                            |
| 2018 | Party Time / Celebration  |         | Harold Pinter Theatre - Pinter at the Pinter Season |                |                                                                            |
| 2019 | Macbeth                   | Macbeth | Chichester Festival Theatre                         | Paul Miller    | Festivalsaison September/Oktober 2019                                      |